# موسى المبرقع
موسى المبرقع وهو أحد أبناء محمد الجواد، ولد في المدينة المنورة عام 214 هـ، وبعد وفاة والده محمد الجواد هاجر من المدينة إلى الكوفة، ثم هاجر إلى مدينة قم عام 256 هـ، سُمِّي بالمبرقع لإنه كما نُقِل كان جميل الوجه، فكان يضع رقعة قماشة على وجههِ دائما خوفا من الفتنة، ولذلك سُمّي بالمبرقع.
رويت عنه أحاديث واعتبره المحدثون الشيعة ثقة.

## اسمه ونسبه
هو أبو جعفر موسى بن محمد الجواد بن علي بن موسى بن جعفر بن محمد بن علي بن الحسين بن علي بن أبي طالب وهو أخ علي الهادي من طرفي الأب والأم، وكانت أُمّهما أُمّ ولد، تسمّى سمانة المغربية.
لُقب أبو جعفر بالمبرقع لأنه كان يضع برقعا على وجهه دائما لشدة جماله خوفا من الفتنة.

## حياته
ولد موسى المبرقع في المدينة المنورة عام 214 هـ، وهو يصغر أخاه الإمام علي الهادي بسنتين. عاش مع والده الإمام محمد الجواد مدّة حياته في المدينة المنورة. وبعد وفاة والده هاجر من المدينة إلى الكوفة، ثم هاجر منها إلى مدينة قم عام 256 هـ، أي بعد وفاة أخيه الهادي بسنتين. لكن بعض كبار أهل قم أمروه بالخروج منها، فذهب إلى كاشان، فلمّا دخلها أكرمه أحمد بن عبد العزيز بن دلف العجلي واستقبله، وبعد فترة ندم رؤساء أهل قم على فعلهم ذلك فجاؤوا إليه واعتذروا منه وأدخلوه قم مكرّما معزّزا، فبقي هناك طيلة حياته.

## أبنائه

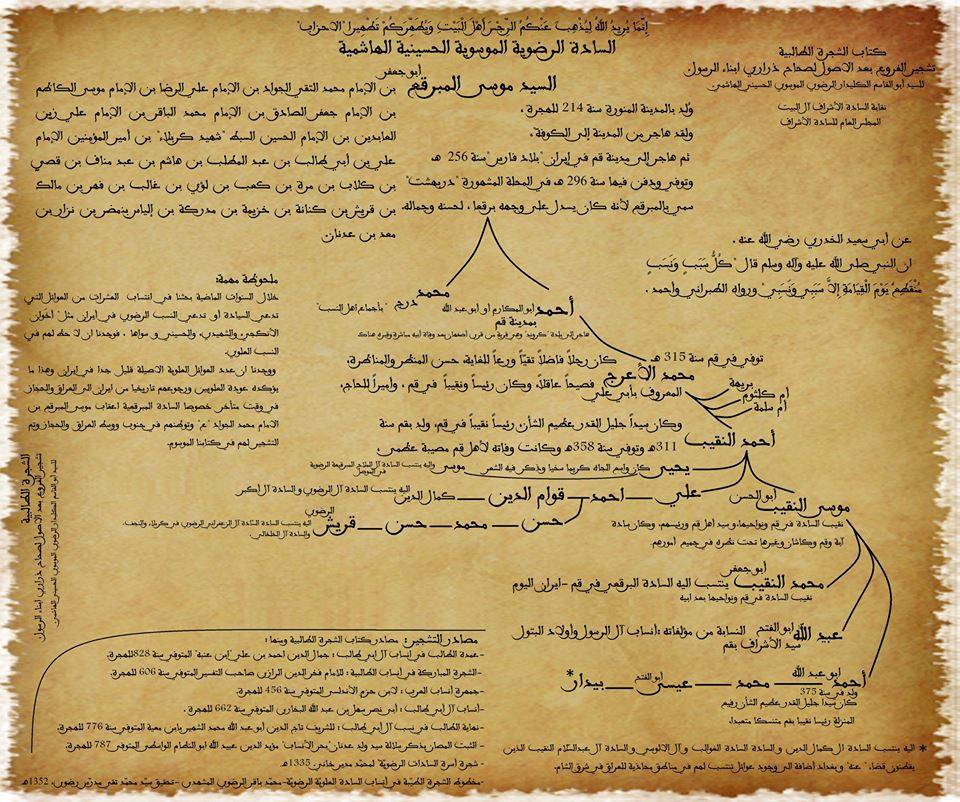
شجرة ذريَّة موسى المبرقع.

لموسى المبرقع خمسة أولاد وهم أبو القاسم حسين، وعليّ، وأحمد، ومحمد، وجعفر. وله عقب من ولده أحمد وحده ولا يصح له عقب من ولده غيره. عُرف أبنائه بالرضويين.

## وفاته
توفي في الثاني والعشرين من ربيع الثاني عام 296 هـ، ودُفِنَ في قم. وقد دُفن في بقعته بعض من ذريته منهم محمد الأعرج بن أحمد بن موسى المبرقع، وزينب بنت موسى المبرقع، وفاطمة بنت محمد بن أحمد بن موسى وبريهة بنت محمد بن أحمد بن موسى المبرقع. ومزاره هناك مشهور ويزار من قبل الشيعة.